# 西摩拉瓦河
西摩拉瓦河（羅馬化：Zapadna Morava）是塞爾維亞中部的一條河流、多瑙河右支大摩拉瓦河兩條源頭之一。是舒馬迪亞南部的界線。全長308公里，流面積15,849平方公里。
起源於塞爾維亞西部茲拉蒂博爾山，橫貫中塞爾維亞，經烏日、查查克、克拉列沃、克魯舍瓦茨等城市，在斯塔拉奇與南摩拉瓦河匯流。